# Den svenska psalmboken 1986
Den svenska psalmboken – antagen av 1986 års kyrkomöte (också kallad ”1986 års psalmbok”) är Svenska kyrkans fjärde officiella psalmbok. Dominerande kraft bakom arbetet med psalmboken var Anders Frostenson (1906–2006) som tog initiativ till 1969 års psalmkommitté och som radikalt förnyat psalmens form och innehåll, framförallt genom egna originaltexter men också genom grundliga bearbetningar av äldre psalmer. Även andra, till exempel Britt G. Hallqvist (1914–1997), Jan Arvid Hellström (1941–1994), och Eva Norberg (1915–2004), har lämnat viktiga bidrag genom bearbetningar och nydiktningar.
Psalmerna i Den svenska psalmboken har också alla översatts till finska och givits ut som Ruotsin kirkon virsikirja (’Svenska kyrkans psalmbok’), med samma numrering. Den innehåller även ett tillägg med psalmer från Finlands evangelisk-lutherska kyrkas psalmbok, med texterna både på finska och på svenska, (Psalmerna 71:2, 701-749).

## En ekumenisk psalmbok
1986 års psalmbok var en ekumenisk sensation, då de första 325 psalmerna (av 700) är gemensamma för nästan alla kristna samfund i Sverige. Dessa 325 psalmer är resultatet av ett ekumeniskt samarbete mellan femton samfund och rörelser, som tillsammans hade över 3 000 sånger att utgå från i urvalsprocessen. Evangeliska Fosterlandsstiftelsen antog samma psalmbok som Svenska kyrkan men kompletterade den med ett eget tillägg med hundra sånger (numrerade 701–800). Övriga samfunds psalmböcker där den ekumeniska psalmboken ingår är:
- Cecilia 1986 (Liberala katolska kyrkan)
- Frälsningsarméns sångbok (Frälsningsarmén)
- Psalmer och Sånger (Adventistsamfundet, Evangeliska Frikyrkan, Metodistkyrkan i Sverige, Svenska Alliansmissionen, Svenska Baptistsamfundet, Svenska Frälsningsarmén och Svenska Missionskyrkan)
- Segertoner (pingströrelsen i Sverige)

I 1987 års utgåva av Stockholms katolska stifts psalmbok Cecilia ingick den ekumeniska delen. År 2013 kom en ny utgåva där endast 171 av de 325 ekumeniska psalmerna kvarstår, men med annorlunda numrering.

## Psalmerna i 1986 års psalmbok
- 1–325
- 326–700

### Tillägg
- Verbums psalmbokstillägg från 2003 (701–800)
- Psalmer i 2000-talet (801–966)

### Tidigare använda psalmbokstillägg
- EFS-tillägget från 1986 (701–800)
- Psalmer i 90-talet (801–921)

### Fotnoter
1. ↑  Katarina Josefsson (23 januari 2013). ”Ekumenisk psalmbok en framgång” (på svenska). Dagen. http://www.dagen.se/kultur/ekumenisk-psalmbok-en-framgang-1.100868. Läst 6 oktober 2017.
2. ↑  ”Cecilia”. Katolska liturgiska nämnden. http://www.kln.se/koralboken/. Läst 16 december 2020.